# Römisch-katholische Kirche in Lesotho

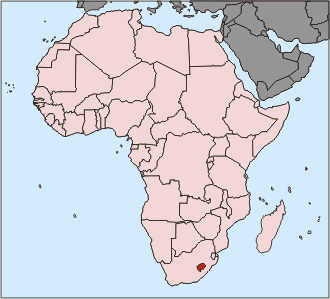
Übersichtskarte Lesotho in Afrika

Die Römisch-katholische Kirche in Lesotho ist Teil der weltweiten römisch-katholischen Kirche.

## Geschichte
Im Januar 1862 baten der katholische Bischof François Allard und der Geistliche Father Joseph Gérard von der Ordensgemeinschaft der Oblaten das Oberhaupt der Basotho, Moshoeshoe I., sich an dessen Sitz Thaba Bosiu ansiedeln zu dürfen. Er wies ihnen eine Stelle bei Ha Tloutle zu, 14 Kilometer weiter südlich. Dort gründeten sie als dritte christliche Kirche unter Moshoeshoe I. eine Missionsstation, die sie Motse oa ’M’a Jesu (Dorf der Mutter Jesu) nannten. 1868 gab es erst hundert einheimische Katholiken. Sie wurden Baroma genannt („Die Römer“), so dass der Ort schließlich Roma genannt wurde. Father Gerard gründeten im Norden Basutolands weitere Missionsstationen. 1886 ging die Kontrolle vom Vikariat in Natal auf den Bischof von Kimberley über. 1894 wurde durch Papst Leo XIII. die Apostolische Präfektur Basutoland aus Gebietsabtretungen aus dem Apostolischen Vikariat Kimberley in Orange gebildet; er unterstellte die Verwaltung der Präfektur der Ordensgemeinschaft der Oblaten. 1900 gab es in Basutoland rund 5000 Katholiken. Am 18. Februar 1909 erfolgte durch Papst Pius X. die Firmierung zum Apostolischen Vikariat Basutoland.
Die katholische Kirche tolerierte das Brautgeld und die Vielehe, was ihr besonders bei den barena Sympathien einbrachte. 1912 ließ sich Griffith Lerotholi katholisch taufen; fortan waren alle barena ba baholo Katholiken. Zur Beerdigung von Father Gérard 1914 in Roma kamen rund 15.000 Trauergäste. 1931 wurde der erste Mosotho-Priester geweiht. 1933 wurde in Mazenod eine Druckerei eingerichtet. Dort wird seither die Wochenzeitung Moeletsi oa Basotho gedruckt. In den frühen 1930er Jahren wurden die französischen OMI-Geistlichen durch frankokanadische Priester des OMI ersetzt. 1934 führte die Kirche fast 370 Schulen. Daneben wurden mehrere Krankenhäuser eingerichtet. 1936 überstieg die Zahl der Katholiken mit 112.000 die Zahl der Anhänger der Lesotho Evangelical Church.
1945 wurde in Roma das Pius XII College eingerichtet, das später zur staatlichen National University of Lesotho wurde. 1950 richtete die katholische Kirche die erste Rundfunkstation des Landes ein. Am 11. Januar 1951 erfolgte die Erhebung zu einem Bistum durch Papst Pius XII.
Ab den 1950er Jahren mischte sich die Kirche in die Politik des nach Unabhängigkeit strebenden Landes ein. 1957 erfolgte die Gründung der Christian Democratic Party, die Partei war aber nicht erfolgreich. Stattdessen unterstützte die katholische Kirche zusammen mit der Kolonialverwaltung und der südafrikanischen Apartheidregierung die konservative Basutoland National Party (BNP), die die Wahl 1960 aber verlor. Father M. Gareau gründete daraufhin die Anti-Communist League, die 1962 mit der BNP fusionierte. Zur Wahl 1965 gab es eine deutliche Unterstützung der BNP von den Kanzeln – diese Wahl gewann die BNP. 1966 gab es rund 500 Nonnen in Lesotho.
Durch Papst Johannes XXIII. erfolgte 1961 die Gründung des Erzbistums Maseru als Metropolitanbistum. Zugeordnet sind dem Erzbistum Maseru die Suffraganbistümer in Leribe (1952), Qacha’s Nek (1961) und Mohale’s Hoek (1977). Erster Erzbischof war Emanuel ’Mabathoana. In den 1990er Jahren wurden fast 75 Prozent der Primar- und Sekundarschulen Lesothos von der katholischen Kirche geleitet.
Die Römisch-katholische Kirche in Lesotho wird verwaltet durch die Bischofskonferenz von Lesotho (Lesotho Catholic Bishops’ Conference, LCBC). Präsidenten waren bisher:
- 1972–1982: Alfonso Liguori Morapeli OMI
- 1982–1987: Sebastian Koto Khoarai OMI
- 1987–1991: Paul Khoarai
- 1991–1997: Evaristus Thatho Bitsoane
- 1997–2002: Bernard Mohlalisi OMI
- 2002–2010: Evaristus Thatho Bitsoane
- seit 2011: Gerard Tlali Lerotholi[5]

Der Heilige Stuhl und Lesotho unterhalten seit 1967 diplomatische Beziehungen; seit Mitte der 1990er Jahre steht der Vertreter des Heiligen Stuhls im Rang eines Apostolischen Nuntius. Seit April 2024 ist Erzbischof Henryk Mieczysław Jagodziński Apostolischer Nuntius in Lesotho. 1988 besuchte Papst Johannes Paul II. Lesotho. Father Gerard wurde vom Papst während des Besuchs seliggesprochen. Am 19. November 2016 wurde Sebastian Koto Khoarai als erster Mosotho von Papst Franziskus zum Kardinal ernannt.
Liturgiesprache ist Englisch. Das größte katholische Kirchengebäude in Lesotho ist die 1958 errichtete Cathedral of our Lady of Victories in Maseru.

## Bistümer
- Erzbistum Maseru
  - Bistum Leribe
  - Bistum Mohale’s Hoek
  - Bistum Qacha’s Nek